# Gorka Iraizoz
Gorka Iraizoz Moreno (* 6. März 1981 in Pamplona) ist ein spanischer Fußballspieler, der zuletzt bis 2019 beim FC Girona in der spanischen Primera División spielte. Zuvor spielte Iraizoz zehn Jahre lang für Athletic Bilbao.

## Karriere
Zunächst hatte Iraizoz sich bei unterklassigen baskischen Teams gespielt, ehe Athletic Bilbao auf ihn aufmerksam wurde. Dort wurde er für die 2. Mannschaft eingeteilt, jedoch nicht eingesetzt. Es zog ihn wieder in tiefere Fußballerregionen zum Gernika Club, bei dem er mit 20 Jahren Stammkeeper wurde. Dies führte zu einer Verpflichtung durch den spanischen Erstligisten Espanyol Barcelona.
Zwei Jahre lang spielte er für Espanyol B und wurde danach an SD Eibar ausgeliehen. In der folgenden Saison unterschrieb er bei Espanyol einen Profivertrag und kam die nächsten zwei Jahre regelmäßig als Ersatz-Keeper in der Liga und in der Copa del Rey zum Einsatz. Der internationale Durchbruch gelang ihm als Stammkeeper im UEFA Cup mit mehreren spektakulären Paraden im Rückspiel bei Benfica Lissabon (0:0).
Mit der Ambition, endlich auch in Spaniens Eliteliga zum Stammpersonal zu zählen, wechselte Iraizoz im August 2008 zu seinem ehemaligen Club Athletic Bilbao. Aufgrund einer langwierigen Oberschenkelverletzung fiel er jedoch für den Rest der Saison aus, sodass mit Armando ein Ersatzmann vom FC Cádiz geholt wurde. In der Saison 2008/09 wurde Iraizoz mit 36 Ligaeinsätzen zum Stammtorwart.
Für die inoffizielle Nationalmannschaft des Baskenlandes bestritt Gorka Iraizoz bisher vier Spiele. Sein Debüt gab er beim 4:0-Sieg über die serbische Nationalmannschaft am 27. Dezember 2006.

## Erfolge
- Copa del Rey: 2005/06 mit Espanyol Barcelona
- Supercopa de España: 2015 mit Espanyol Barcelona
- Finalteilnahme im UEFA-Pokal 2006/07 (Niederlage gegen den  FC Sevilla)